# Primero Justicia
Primero Justicia è un partito politico venezuelano, fondato nel 1992 come associazione da Alirio Abreu Burelli, magistrato della Corte di Giustizia suprema venezuelana e vice presidente della corte Inter-Americana dei diritti dell'uomo (OAS). L'associazione era formata prevalentemente da studenti universitari mossi dal desiderio di riformare i sistemi giudiziario e legislativo venezuelani.
L'associazione decise di entrare nell'agone politico dopo la convenzione costituzionale del 1999, che ritenevano avesse dato vita ad un errato progetto di riforma costituzionale. Alle elezioni legislative del 2000, il partito ha conquistato appena 5 seggi su 165.
PG non ha preso parte alle politiche del 2005, in polemica con il Presidente della Repubblica, Hugo Chávez, da loro accusato di agire ormai come un dittatore.
Alle elezioni presidenziali del 2012 il partito ha candidato alla presidenza della Repubblica Henrique Capriles Radonski che ottenuto il 45% dei voti contro il 54% avuto dal Presidente uscente Hugo Chávez; le elezioni si sono svolte il 7 ottobre 2012.
Alle elezioni presidenziali del 2013 il partito ricandida Henrique Capriles Radonski contro Nicolás Maduro, successore di Chávez e candidato del Partito Socialista Unito del Venezuela, il quale vince le elezioni con il 50,66% dei voti contro il 49,07% di Radonski.

## Ideologia politica
Nel marzo del 2009, il coordinatore nazionale del partito, Julio Borges, dichiarò che "il Venezuela vive un capitalismo di stato, non un socialismo".
Il partito afferma che i suoi valori fondamentali sono la libertà, il progresso, l'eguaglianza, la solidarietà, la giustizia, la sussidiarietà e la partecipazione.